# Сьюзі Мюйргед
Сьюзі Мюйргед (англ. Suzie Muirhead, 10 квітня 1975) — новозеландська хокеїстка на траві.
Учасниця Олімпійських Ігор 2000, 2004 років.
Бронзова призерка Ігор Співдружності 1998 року.
Переможниця Виклику чемпіонів 2005 року.